# Anthicus quadridecoratus
Anthicus quadridecoratus is een keversoort uit de familie snoerhalskevers (Anthicidae). De wetenschappelijke naam van de soort is voor het eerst geldig gepubliceerd in 1885 door Abeille de Perrin.